# Форфанг, Йоханн Андре
Йоханн Андре Форфанг (норв. Johann André Forfang; род. 4 июля 1995 года, Тромсё, Норвегия) — норвежский прыгун с трамплина. Чемпион и серебряный призёр Олимпийских игр 2018 года. Чемпион мира по прыжкам с трамплина 2025 года. Трёхкратный чемпион мира по полетам на лыжах с трамплина. 

## Спортивная карьера
Йоханн успешно выступал на международных юниорских соревнованиях: в 2014 году в составе норвежской команды завоевал бронзовую медаль на юниорском чемпионате мира. В следующем году стал чемпионом мира среди юниоров как в индивидуальном, так и в командном первенстве.
20 декабря 2014 года норвежец успешно дебютировал на взрослом уровне, заняв 12-е место на соревнованиях в швейцарском Энгельберге. Форфанг участвовал на престижном Турне четырёх трамплинов, где занял 21-е место в общем зачёте. 15 февраля 2015 года в норвежском Викерсунде Йоханн впервые поднялся на пьедестал этапа Кубка мира, став третьим в индивидуальном первенстве по полётам на лыжах. Вскоре норвежец принял участие на чемпионате мира в шведском Фалуне. В соревнованиях на нормальном трамплине Форфанг был дисквалифицирован, а в первенстве на большом трамплине занял 18-е место.
Сезон 2015/2016 Форфанг начал успешно, выиграв две бронзовых медали на этапах Кубка мира в Лиллехаммере и Нижнем Тагиле.
На Олимпийских играх в Пхёнчхане в первый день соревнований Йоханн Андре стал вторым на трамплине К-98, тем самым завоевал первую свою олимпийскую награду — серебряную медаль.

### Личные победы на этапах Кубка мира (3)
| Номер | Сезон   | Дата        | Место           | Трамплин     |
| ----- | ------- | ----------- | --------------- | ------------ |
| 1     | 2015/16 | 12 мар 2016 | Титизе-Нойштадт | HS142        |
| 2     | 2017/18 | 4 фев 2018  | Виллинген       | HS145        |
| 3     | 2018/19 | 1 дек 2018  | Нижний Тагил    | HS134 (ночь) |